# Abdulkadir Bitigen
Abdulkadir Bitigen (* 12. Februar 1983 in Kayseri) ist ein türkischer Fußballschiedsrichter.

## Werdegang
Bitigen pfiff im Jahr 2005 sein erstes Spiel in der PAF Lig. Sein Debüt in der höchsten türkischen Fußballliga, der Süper Lig, gab er am 30. August 2014. Bitigen leitete die Begegnung Eskişehirspor gegen Konyaspor.
Sein Vater Galip Bitigen war ebenfalls Fußballschiedsrichter.